# Paramphisile weileri
Paramphisile weileri è un pesce osseo estinto, appartenente ai singnatiformi. Visse nell'Eocene medio (circa 50 milioni di anni fa) e i suoi resti fossili sono stati ritrovati in Italia, nel famoso giacimento di Bolca.

## Descrizione
Questo pesce era piuttosto piccolo e solitamente era lungo circa 7 centimetri. Paramphisile possedeva un corpo esile, molto compresso lateralmente e con un ventre tagliente. La testa era stretta, gli occhi grandi e il muso era molto lungo, a forma di tubo, con una piccola apertura boccale in posizione terminale. Il dorso era dotato di un potente pungiglione, che si proiettava oltre la fine del corpo. La pinna caudale era piccola, tondeggiante e piegata verso il basso.

## Classificazione
Descritto per la prima volta nel 1980 da Blot, Paramphisile weileri è noto per alcuni fossili ritrovati nel ben noto giacimento di Bolca, in provincia di Verona. Paramphisile è stato ascritto alla famiglia dei Centriscidae, un gruppo di piccoli pesci dal muso a tubo noti come pesci-rasoio, attualmente ben rappresentati da alcuni generi diffusi in tutti i mari. In particolare, Paramphisile sembrerebbe essere stato imparentato con l'attuale genere Centriscus. 

## Paleobiologia
Paramphisile era un piccolo pesce che si nutriva di minuscoli organismi a causa della sua bocca piccola e fatta a tubo. 